# Mother Earth
Mother Earth är det nederländska symphonic metal-bandet Within Temptations andra studioalbum, utgivet den 4 december 2000. Alla låtarna på detta albumet är skrivna av Sharon den Adel men "Bittersweet" är skriven av Sharon den Adel och Robert Westerholt.

## Låtlista
1. Mother Earth - 5:29
2. Ice Queen - 5:20
3. Our Farewell - 5:18
4. Caged - 5:47
5. The Promise - 8:00
6. Never-Ending Story - 4:02
7. Deceiver Of Fools - 7:35
8. Intro - 1:06
9. Dark Wings - 4:14
10. In Perfect Harmony - 6:58

### Bonusspår
1. "World Of Make Believe" - 4:47
2. "Deep Within" (live)
3. "The Dance" (live)
4. "Restless"
5. "Bittersweet"

## Singlar
- Our Farewell
- Ice Queen
- Mother Earth
- Never-Ending Story

## Medverkande
- Sharon den Adel - sång
- Robert Westerholt - gitarr, growl
- Martijn Westerholt - klaviatur
- Michiel Papenhove - gitarr
- Jeroen van Veen - elbas
- Ciro Palma - trummor